# 배용근
배용근(1974년 10월 31일 ~ )은 대한민국 서울특별시 출신 연기자이다.

## 주요 이력
1993년 연극배우 첫 데뷔하였고 2002년 영화배우 데뷔하였다.

## 학력
- 서울 경복고등학교 졸업
- 서울예술대학 연극학과 전문학사

## 출연작

### 드라마
- 2014년 《KBS 드라마 스페셜 - 청춘》 - 형사 역

### 영화
- 2021년 《싸나희 순정》
- 2021년 《악인은 너무 많다 2: 제주 실종사건의 전말》 - 고진광 역
- 2020년 《요가학원: 죽음의 쿤달리니》 - 경찰 1 역
- 2019년 《아직 사랑하고 있습니까?》 - 고 부장 역
- 2018년 《환절기》 - 수현담임 역
- 2018년 《조선명탐정: 흡혈괴마의 비밀》 - 사또 역
- 2017년 《브이아이피》 - 형사 5 역
- 2017년 《원스텝》 - 음반제작사 대표 역
- 2017년 《조작된 도시》 - 형사 팀장 역
- 2017년 《더 킹》 - 검사 2 역
- 2016년 《파파좀비》 - 승구 삼촌 역
- 2016년 《곡성》 - 경찰 / 화상환자 역
- 2015년 《살인재능》- 용표선배 역
- 2014년 《찌라시 : 위험한 소문》- K 역
- 2013년 《앱 사피엔스》- 불확실 역
- 2013년 《남영동1985》- 양비서 역
- 2012년 《두 개의 달》- 아빠원귀 역
- 2012년 《화이팅 패밀리》- <주연> 민혁 역
- 2011년 《영건 탐정사무소》- <주연> 틱택톡 역
- 2011년 《풍산개》- <조연> 늑대 역
- 2011년 《체포왕》- 수사관 역
- 2010년 《피의 수확》- <주연>
- 2010년 《할 수 있는 자가 구하라》- 배용근 역
- 2010년 《의형제》- 암호분석 요원 역
- 2009년 《계몽영화》- 정태한 역
- 2009년 《이웃집 좀비》- <주연>
- 2008년 《영화는 영화다》- 바텐더 역
- 2008년 《아름답다》- 미용실 원장 역
- 2007년 《황진이》- 윤지승댁 양반 역
- 2007년 《소녀X소녀》- 학원 영어강사 역
- 2005년 《내부순환선》- <주연>
- 2005년 《완벽한 도미요리》- <주연> 요리사 역
- 2005년 《동상이몽》- 김형수 역
- 2003년 《레드 씨》- 마사키 역
- 2002년 《해안선》- 운전병 역

### 연극
- 《똥장》
- 《훈남들의 수다》
- 《나비빤스》
- 《물의 정거장》
- 《굿바이 쏭》
- 《체홉의 향기》
- 《봄밤의 꿈》
- 《이구아나》